# Gryt, Östra Göinge kommun
Gryt är kyrkbyn i Gryts socken i Östra Göinge kommun i Skåne, belägen nordost om Knislinge. Här ligger Gryts kyrka.